# Sergio Campana
Sergio Campana (Bassano del Grappa, Reino de Italia, 1 de agosto de 1934-Bassano del Grappa, Italia, 19 de julio de 2025) fue un futbolista y dirigente deportivo italiano que jugó en las posiciones de centrocampista y delantero.

## Equipos
| Periodo   | Club              | Apariciones | Goles |
| --------- | ----------------- | ----------- | ----- |
| 1953-1959 | Lanerossi Vicenza | 131         | 34    |
| 1959-1961 | Bologna FC        | 50          | 18    |
| 1961-1967 | Lanerossi Vicenza | 108         | 12    |

## Tras el retiro
Al retirarse como futbolista fue el primer Presidente de la Asociación de Futbolistas Italianos (AIC) desde su fundación en 1968 hasta el 2011 cuando decidió retirarse del cargo.

## Logros

### Club
- Copa Mitropa (1): 1961

### Individual
- Miembro del Salón de la Fama del fútbol italiano en 2017.[6]